# 高橋守平
高橋 守平（たかはし もりへい、1894年（明治27年）10月13日 - 1960年（昭和35年）1月8日）は、日本の衆議院議員（立憲民政党）、農林政務次官、商工参与官。

## 経歴
埼玉県賀美郡丹荘村（現在の児玉郡神川町）出身。埼玉県師範学校を卒業して小学校訓導となる。その後、丹荘村農会長、児玉郡農会長、埼玉県農会議員などの公職を歴任し、さらに丹荘村会議員、丹荘村長を務めた。
また平凡社創業者下中弥三郎が師範学校時代の恩師であった関係から、平凡社に入社して取締役を務めた。そのかたわら、郷土に児玉立憲青年連盟を組織し、政治教育にあたった。
1928年（昭和3年）、第16回衆議院議員総選挙に出馬し、当選。第21回まで連続6回当選を果たした。その間、岡田内閣で商工参与官を、第1次近衛内閣で農林政務次官を務めた。戦後は推薦議員のため、公職追放となった。
その他に本庄運輸倉庫株式会社取締役、東洋繊維株式会社社長、新民印書館副社長、城西学園中学校理事などを務めた。